# Naszu Maiko
Naszu Maiko (那須 麻衣子; Hepburn: Nasu Maiko) (Nabari, 1984. július 31. –) japán válogatott labdarúgó.

## Klub
Az Iga FC Kunoichi és az INAC Kobe Leonessa csapatában játszott. 2016-ban vonult vissza.

## Nemzeti válogatott
A japán U20-as válogatott tagjaként részt vett a 2002-es U19-es világbajnokságon.
2009-ben debütált a japán válogatottban. A japán válogatottban 3 mérkőzést játszott.

## Statisztika
| Japán válogatott | Japán válogatott | Japán válogatott |
| Időszak          | Mérk.            | gól              |
| ---------------- | ---------------- | ---------------- |
| 2009             | 2                | 0                |
| 2010             | 0                | 0                |
| 2011             | 1                | 0                |
| Összesen         | 3                | 0                |